# Архиепархия Буржа

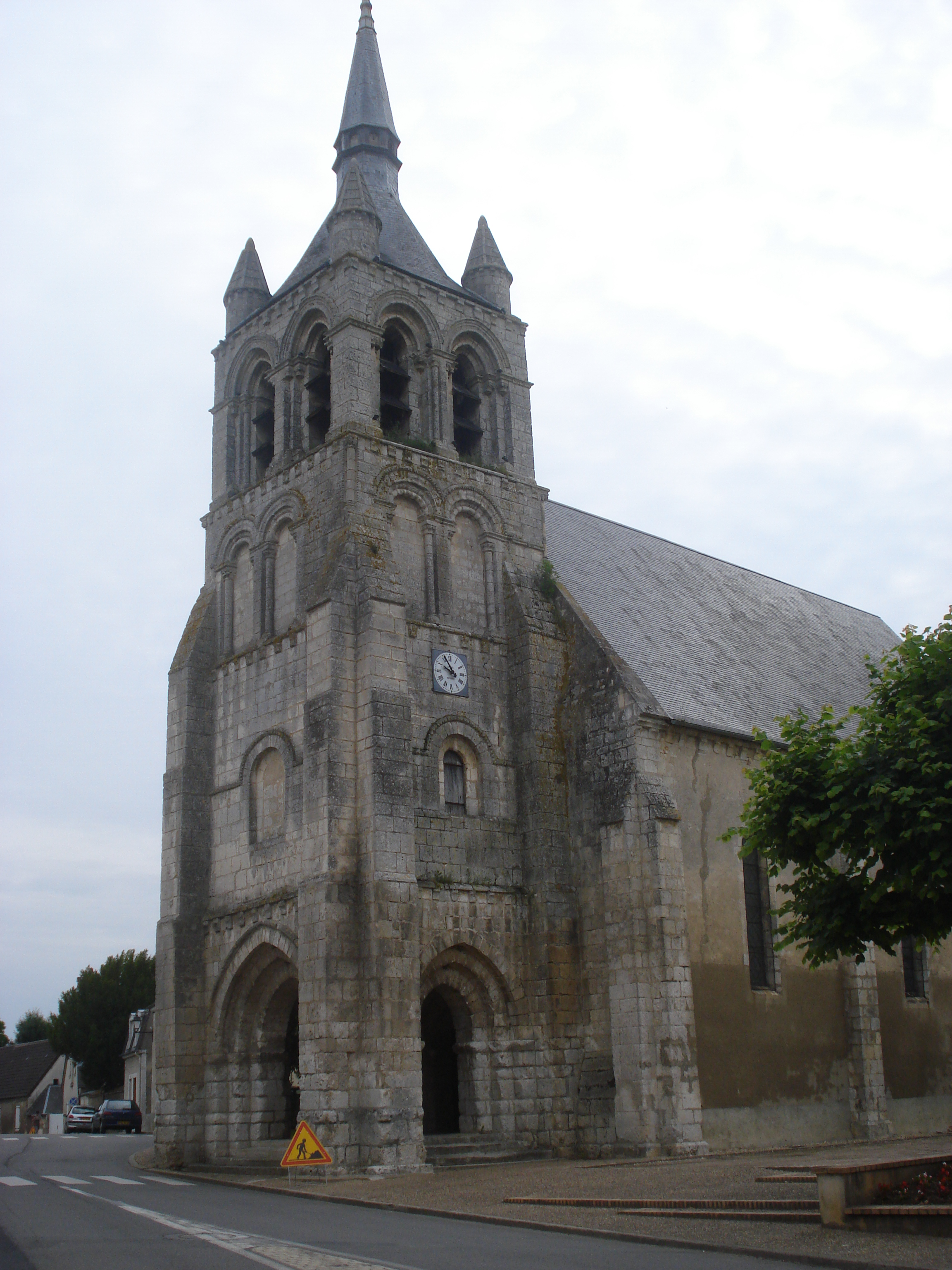
Католическая церковь в городе Сен-Солаже, Франция

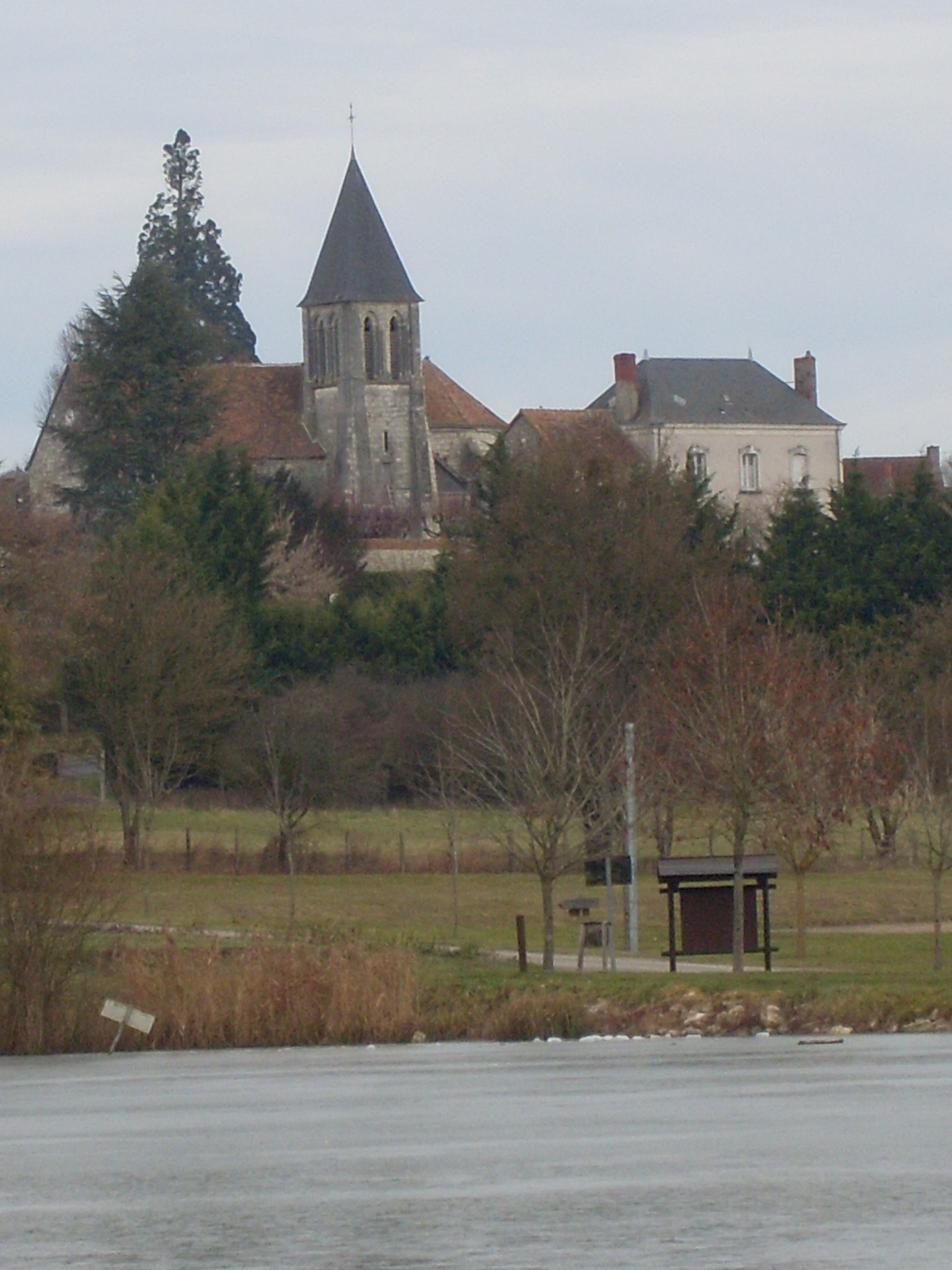
Католическая церковь в городе Пельвуазен, Франция

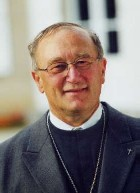
Бывший архиепископ Буржа Арман Майяр

Архиепархия Буржа (лат.  Archidioecesis Bituricensis) — архиепархия Римско-Католической церкви с центром в городе Бурж, Франция. Архиепархия Буржа распространяет свою юрисдикцию на территорию департаментов Шер и Эндр. Архиепархия Буржа входит в церковную провинцию Тура. Кафедральным собором архиепархии Буржа является церковь святого Стефана.
Архиепископ Буржа носит почётный титул примас Берри.

## История
Епархия Буржа была основана в III веке. Первым епископом был святой Урсин.
В средние века возник спор между Бордо и Буржем, каждый из которых претендовали на столичный статус Аквитании. В этом споре активную роль принял Святой Престол. В 1146 году Римский папа Евгений III подтвердил претензии Буржа быть столицей Аквитании, в 1232 году Римский папа Григорий IX присвоил архиепископу Буржа титул Патриарха Аквитании, даровав ему право вмешиваться в деятельность архиепископа Бордо. Эта ситуация привела к дальнейшему противостоянию между Бордо и Буржем. Когда архиепископы Буржа в 1240 и 1284 году посещали Бордо, то встречали там холодный приём и закрытые церкви. Дважды архиепископы Бордо во время этих посещений отлучали верующих Бордо от церкви. На спор между Бордо и Буржем также повлияла политическая ситуация. В 1137 году после аннулирования брака между Людовиком VII и Элеонорой Аквитанской Бордо стал столицей английских владений в Аквитании, поэтому французский король поддерживал Бурж. Римский папа Климент V, будучи уроженцем Базаса, поддержал Бордо, архиепископом которого он был с 1300 по 1305 гг.
В 1225 и 1225 годах в Бурже проходили Синоды, осудившие альбигойцев.
В XV веке во время правления епископа Жана Кёра в Бурже был открыт университет Буржа. В 1528 году Синод осудил гугенотов, которые имели сильное влияние в Буржском университете.
29 ноября 1801 года, после конкордата с Францией, Римский папа Пий VII выпустил буллу Qui Christi Domini, которой расширил территорию епархии Буржа за счёт упразднённой епархии Невера.
6 октября 1822 года Римский папа Пий VII издал буллу Paternae caritatis, которой восстановил епархию Невера и возвёл епархию Буржа в ранг архиепархии.
8 декабря 2002 года архиепархия Буржа вошла в церковную провинцию Тура.

## Паломничества
На территории архиепархии Буржа находятся церкви, являющиеся крупными центрами католического паломничества:
- Церковь Пресвятой Девы Марии в городе Шатору, построенная в X веке и освящённая Римским папой Пасхалием II;
- Церковь Пресвятой Девы Марии Доброй Смерти в городе Фонтгомбо;
- Санктуарий в городе Сен-Солаж;
- Церковь Непорочного Сердца Пресвятой Девы Марии в городе Исудён;
- Церковь Пресвятой Девы Марии в городе Пельвуазен.

## Ординарии архиепархии
| - епископ святой Урсин (251—280); - епископ святой Севициан (280—296); - епископ святой Этерий (296—307); - епископ святой Текрет (307—330); - епископ святой Марцелл (330—337); - епископ Виатор (337—354); - епископ Леотерий (354—363); - епископ Паупер (363—377); - епископ святой Палладий I (377—384); - епископ Виллик (384—412); - епископ Авит (412—431); - епископ Лев (453—461); - епископ святой Палладий II (448—462); - епископ Евлогий (462—469); - епископ святой Симплиций (469—470); - епископ святой Тетрадий (494—506); - епископ Рорик (512 — ?); - епископ Сиагрий; - епископ Хумат; - епископ святой Гонорат I (533—535); - епископ Гонорат II (535—537); - епископ святой Аркадий (537—538); - епископ святой Дезидерат (538—552); - епископ святой Пробиан (552—559); - епископ святой Феликс (560—573); - епископ святой Ремедий (573—581); - епископ святой Сульпиций I Север (581—584); - епископ святой Евстазий (584—591); - епископ святой Аполлинарий (591—597); - епископ святой Австрегизил (612—624); - епископ святой Сульпиций II Благочестивый (624—647); - епископ святой Флорентий (647—660); - епископ Адон (662—680); - епископ Агозен (682—683); - епископ Рох (696—736); - епископ Сигин (736—761); - епископ Ландоарий (761—764); - епископ Дедоат (764—780); - епископ Сеголен (780—785); - епископ святой Давид (785—815); - епископ Бертолан (815—827); - епископ Эрменарий (827—835); - епископ святой Стефан I; - епископ Эрмемберт (? — 785); - епископ Эброин (785—810); - епископ святой Стефан II; - епископ святой Агилульф (829—839); - епископ святой Радульф Тюреннский (839—866); - епископ Вульфад (866—876); - епископ Фротарий (876—890); - епископ Адас (890—900); - епископ Мадальберт (900—910); - епископ Жеронс де Деоль (910—948); - епископ Лон де Деоль (948—955); - епископ Ришар I де Блуа (955—969); - епископ Юг де Блуа (969—985); - епископ Дагберт (987—1013); - епископ Гозлен Флёрийский (1013—1030); - епископ Эмон де Бурбон (1030—1070); - епископ Ришар II (1071—1093); - епископ Одеберт де Монморийон (1093—1097); - епископ Леже (1099—1120); - епископ Вульгрин (1120—1137); - епископ Альберик (1137—1141); - епископ Пьер I де Ла Шатр (1141—1171); | - епископ Этьен де ла Шапель (1171—1173); - епископ Гарен де Галлардон (1174—1180); - епископ Пьер II (1180—1183); - епископ Анри де Сюлли (1183—1200); - епископ святой Вильгельм Буржский (1200—1209) - епископ Жирар де Кро (1209—1218); - епископ Симон де Сюлли (1218—1232); - епископ святой Филипп Беррюйе (1232—1260); - епископ Жан де Сюлли (1260—1271); - епископ Ги де Сюлли (1276—1280); - кардинал Симон де Больё (1281—1294); - епископ Эгидий Римский (1295—1316); - епископ Рейно де ла Порт (1316—1320); - епископ Гийом де Брос (1321—1331); - епископ Фуко де Рошешуар (1331—1343); - епископ Роже Лефор (1343—1367); - епископ Пьер д’Эстен (1367—1370); - епископ Пьер де Кро (1370—1374); - епископ Бертран де Шенак (1374—1386); - епископ Жан де Рошешуар (1386—1390); - епископ Пьер Эмери (1391—1409); - епископ Гийом де Буаратье (1409—1421); - епископ Анри д’Авангур (1421—1446); - епископ Жан Кёр (1446—1483); - епископ Пьер Кадоюэ (1483—1492); - епископ Гийом де Камбре (1492—1505); - епископ Мишель Бюси (1505—1511); - епископ Андре Форман (1513—1514); - епископ Антуан Бойе (1514—1519); - епископ Франсуа де Бюэй (1520—1525); - епископ Франсуа де Турнон (1526—1536); - епископ Жак Леруа (1537—1572); - епископ Антуан Вьялар (1572—1576); - епископ Рено де Бон (1581—1602); - епископ Андре Фремьо (1602—1621); - епископ Ролан Эбер (1622—1638); - епископ Пьер д’Ардивийе (1639—1649); - епископ Анн де Леви де Вантадур (1649—1662); - епископ Жан де Монпеза де Карбон (1663—1674); - епископ Мишель Понсе де ла Ривьер (1675—1677); - епископ Мишель Фелипо де Ла Врийер (1677—1694); - епископ Леон Потье (1694—1729); - кардинал Фредерик-Жером де Руа де Ла Рошфуко (1729—1757); - епископ Жорж-Луи Фелипо д’Эрбо (1757—1787); - епископ Франсуа де Фонтанж (1787—1788); - епископ Жан Огюст де Шастене де Пюисегюр (1788—1802); - епископ Мари-Шарль-Изидор де Мерси (1802—1811); - епископ Этьен Андре Франсуа де Поль де Фалло де Бомон де Бопре (1813—1815); - епископ Этьен Жан-Батист де Галлуа де Ла Тур (1817—1820); - архиепископ Жан-Мари Клике де Фонтене (1820—1824); - архиепископ Гийом-Обен де Вийель (1824—1841); - кардинал Жак-Мари Антуан Селестен Дюпон (1842—1859); - архиепископ Алексис-Базиль-Александр Манжо (1859—1861); - архиепископ Шарль-Амабль де ла Тур д’Овернь-Лораге (1861—1879); - архиепископ Жан-Жозеф Маршаль (1880—1892); - кардинал Жан-Пьер Буайе (1893—1896); - архиепископ Пьер-Поль Сервонне (1897—1909); - архиепископ Луи-Эрне Дюбуа (1909—1916); - архиепископ Мартен-Жером Изар (1916—1934); - архиепископ Луи-Жозеф Фийон (1934—1943); - кардинал Жозеф-Шарль Лефевр (1943—1969); - архиепископ Поль Виньянкур (1969—1984); - архиепископ Пьер Плато (1984—2000); - архиепископ Юбер Барбье (2000—2007); - архиепископ Арман Майяр (2007—2018); - архиепископ Жером Бо (2018 — по настоящее время). |  |

## Источник
- Annuario Pontificio, Libreria Editrice Vaticana, Città del Vaticano, 2003, ISBN 88-209-7422-3
- Konrad Eubel, Hierarchia Catholica Medii Aevi, vol. 1 Архивная копия от 9 июля 2019 на Wayback Machine, стр. 138—139; vol. 2 Архивная копия от 4 октября 2018 на Wayback Machine, стр. 107; vol. 3 Архивная копия от 21 марта 2019 на Wayback Machine, стр. 135; vol. 4 Архивная копия от 4 октября 2018 на Wayback Machine, стр. 116; vol. 5, стр. 121—122; vol. 6, стр. 124  (лат.)
- Булла Qui Christi Domini/ Bullarii romani continuatio, Tomo XI, Romae 1845, стр. 245—249 Архивная копия от 7 ноября 2014 на Wayback Machine  (лат.)